# مقاطعة يانسي (كارولاينا الشمالية)
مقاطعة يانسي (بالإنجليزية: Yancey County)‏ هي إحدى مقاطعات ولاية كارولاينا الشمالية في الولايات المتحدة الأمريكية. مركز المقاطعة أو مقعدها هي مدينة بورنزفيل. تأسست هذه المقاطعة سنة 1833.أصل هذه المقاطعة يأتي من: مقاطعة بونكوم ومقاطعة بورك.

## أعلام
- إليشا ميتشيل
- جون غرين
- تشارلز دبليو. راي